# Susan Walsh (persona desaparecida)
Susan Walsh (Wayne, Nueva Jersey; 18 de febrero de 1960 - desaparecida el 16 de julio de 1996) fue una escritora y periodista estadounidense que desapareció frente a su casa, ubicada en el municipio en Nutley (Nueva Jersey), el 16 de julio de 1996. Su desaparición fue ampliamente difundida en a fines de la década de 1990, especialmente después de que varios periódicos y medios de comunicación publicaran artículos que implicaban que su desaparición estaba potencialmente relacionada con la mafia rusa o la comunidad de la subcultura vampírica que se había desarrollado en la ciudad de Nueva York, ambos temas que había investigado mientras escribía para The Village Voice.
El caso de Walsh llegó a ser objeto de múltiples programas de televisión, incluido en Misterios sin resolver, en 1997. Walsh también fue objeto de un libro de 1998 titulado Piercing the Darkness: Undercover with Vampires in America Today de Katherine Ramsland.

## Primeros años
Aspiraba a ser poeta desde muy joven. Su educación había sido descrita como "problemática". Walsh asistió a la Universidad William Paterson, donde estudió Inglés y Escritura. Mientras estuvo allí, trabajó como periodista para el periódico de la universidad. Walsh trabajó intermitentemente como bailarina erótica y estríper para ayudar a pagar la factura de su matrícula. A pesar de sus luchas con el abuso de sustancias y el alcoholismo, se graduó de la universidad con una licenciatura en 1988 para luego trabajar como escritora para publicaciones de ingeniería y negocios. Más tarde fue empleada como escritora para la revista Screw.
Se casó con Mark Walsh, hermano del músico y guitarrista Joe Walsh, componente de Eagles, en 1984. La pareja tuvo un hijo, David, nacido en 1985.

## Desaparición e investigación
El 16 de julio de 1996, Walsh dejó su complejo de apartamentos en Nutley (Nueva Jersey), donde vivía con su hijo. Su marido, del que se había divorciado, ocupaba el piso inferior. Walsh se había ido a hacer algunos recados y a hacer una llamada telefónica a un teléfono público al otro lado de la calle, dejando a su hijo por el momento al cuidado de su padre. Fue la última vez que Walsh fue vista. En el momento de su desaparición, se había matriculado en un programa de maestría en inglés en la Universidad de Nueva York, que había completado a la mitad, mientras continuaba trabajando como periodista freelance así como estríper, como forma de sustento familiar. En el momento de su desaparición, sus amigos se habían preocupado de que hubiera recaído en su adicción a las drogas, después de haber mantenido once años de sobriedad.
La policía pudo eliminar al exmarido de Walsh como sospechoso de su desaparición. Más tarde se observó que faltaba la página de todo el mes de julio de 1996 en el calendario de Walsh en su departamento. Aunque la policía tenía pocas pistas para seguir en su investigación, circulaban rumores de que la desaparición de Walsh podría haber estado relacionada con los temas de investigación que estaba llevando a cabo en ese momento.
Walsh había escrito un informe en profundidad publicado en The Village Voice sobre un círculo de la mafia rusa que utilizaba la tapadera de un club de estriptis de Nueva Jersey para obligar a jóvenes, principalmente inmigrantes ilegales del Este de Europa, a la prostitución. Después de este artículo, Walsh también había explorado una comunidad clandestina de vampiros, una subcultura alternativa surgida en la ciudad de Nueva York, pero el periódico no publicó la historia ya que sentía que la escritura de Walsh sobre el asunto no era objetiva. Finalmente, la policía no pudo establecer ninguna conexión entre la desaparición de Walsh y su trabajo en cualquiera de los artículos.
En ese momento, Walsh también había participado en un documental producido por su amiga, Jill Morley, titulado Stripped, que detallaba el uso de las mujeres que trabajaban en la industria del sexo. Walsh fue grabada en una entrevista grupal para la película el 14 de julio de 1996, dos días antes de su desaparición, durante la cual hizo referencia a tener un acosador. También se había contratado a un equipo documentalista alemán que hacía una película sobre inmigrantes rusos que se convertían en bailarines go-go, y también estaba a punto de desarrollar un documental sobre el tema con la BBC poco antes de su desaparición. El último trabajo de Walsh fueron sus contribuciones al libro Red Light: Inside the Sex Industry, codirigido por Ridgeway y Sylvia Plachy; Walsh se desempeñaba como investigadora principal del libro y también contribuyó con fotografías y escritos personales dentro de un mes antes de su desaparición.
En un artículo de 2006 en The New York Post, se observó que Walsh le había confiado a un exnovio que otro de sus exnovios la había estado acosando. El artículo también citaba que su esposo, Mark, se había negado a permitir que la policía realizara pruebas forenses de su hogar.